# Xanador
Xanador is een stripverhaal uit de reeks van De Rode Ridder. Het is geschreven en getekend door Karel Biddeloo. De eerste albumuitgave was in januari 1981.

## Het verhaal
Johan vervult de laatste wens van een oude man door op zoek te gaan naar zijn drie verdwenen zonen. Zij gingen naar de gouden stad Xanador. De minstreel Gaetan, die de stad eerder heeft bezocht, begeleidt Johan als gids. Ze worden gevolgd door de drie gelukszoekers Mitje, Ward en Jakke.
Gaetan is een ronselaar voor amazone Vida. Zij wil sterke en moedige kerels hebben om de koningin der Amazones, Alena, ten val brengen om de onderwerping van mannen af te schaffen. Alena wordt bijgestaan door raadgever Hermax, een beoefenaar der zwarte kunsten.
In de moeras overwint Johan de moerasgeest en wordt zijn baas Hermax door Gaetan gedood. Dan vindt de langverwachte tweestrijd tussen Vida en Alena plaats in een verlaten mijngang. In de tussentijd bevrijden Johan en Gaetan met hulp van de gelukszoekers de mannelijke slaven. In de mijngang heeft inmiddels Vida Alena overwonnen. Maar door de intensieve mijnbouw stort Xanadu in. Gaetan redt Vida en vestigt zich uiteindelijk met haar in het dal.
Johan brengt de drie zonen terug naar hun ouderlijke huis.